# Liste der Biografien/Halt
Liste der Biografien |
Portal Biografien |
Personensuche
# |
A |
B |
C |
D |
E |
F |
G |
H |
I |
J |
K |
L |
M |
N |
O |
P |
Q |
R |
S |
T |
U |
V |
W |
X |
Y |
Z |
?
 
Ha |
Hd |
He |
Hi |
Hj |
Hk |
Hl |
Hm |
Hn |
Ho |
Hr |
Hs |
Ht |
Hu |
Hv |
Hw |
Hy
 
Haa |
Hab |
Hac |
Had |
Hae–Haf |
Hag |
Hah |
Hai |
Haj |
Hak |
Hal |
Ham |
Han |
Hao |
Hap |
Haq |
Har |
Has |
Hat |
Hau |
Hav |
Haw |
Hax |
Hay |
Haz
 
Hala |
Halb |
Halc |
Hald |
Hale |
Half |
Halg |
Halh |
Hali |
Halj |
Halk |
Hall |
Halm |
Halo |
Halp |
Hals |
Halt |
Halu |
Halv |
Halw |
Haly |
Halz
Die Liste der Biografien führt alle Personen auf, die in der deutschsprachigen Wikipedia einen Artikel haben. Dieses ist eine Teilliste mit 51 Einträgen von Personen, deren Namen mit den Buchstaben „Halt“ beginnt.

## Halt
- Halt, Karl Ritter von (1891–1964), deutscher SportfunktionärKarl Ritter von Halt (1891–1964)

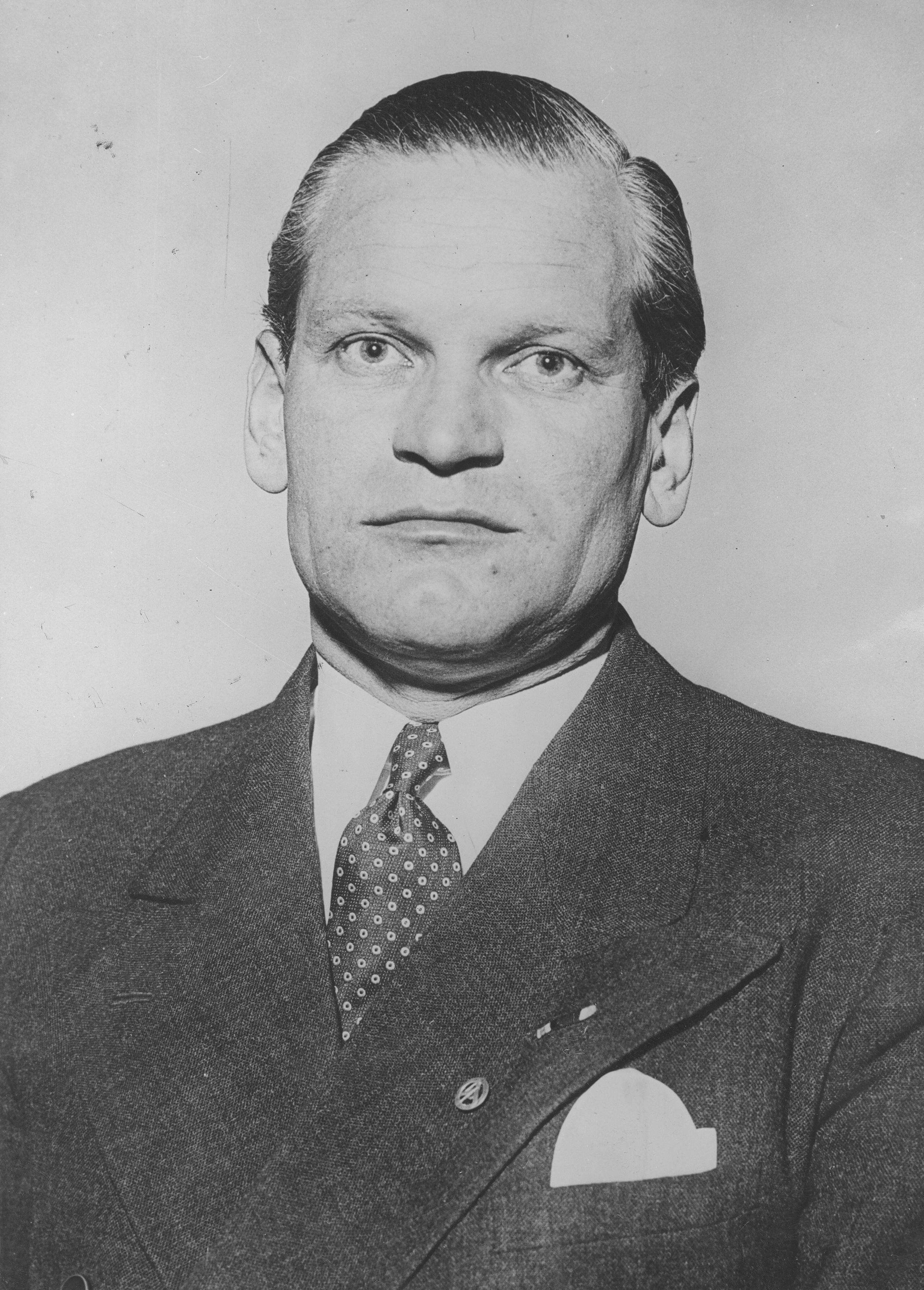
Karl Ritter von Halt (1891–1964)

### Halta
- Haltaufderheide, Elke (* 1940), deutsche Filmproduzentin und Schauspielerin
- Haltaus, Christian Gottlob (1702–1758), deutscher Historiker und Sprachgelehrter
- Haltaus, Karl Ferdinand (1811–1848), deutscher Historiker und Dichter

### Haltb
- Haltbrekken, Lars (* 1971), norwegischer Naturschutzaktivist und Politiker

### Halte
- Halten, Christian (* 1970), deutscher Filmmusik-Komponist
- Haltenhof, Holger (* 1953), deutscher Fußballspieler
- Haltenhoff, Ferdinand (1836–1891), Stadtdirektor von Hannover
- Haltenhoff, Henricus (1888–1956), deutscher Politiker (NSDAP, GB/BHE), MdL, Bürgermeister von Hannover, Frankfurt (Oder) und Cottbus
- Haltenorth, Theodor (1910–1981), deutscher Zoologe
- Halter, Arnim (1948–2023), Schweizer Schauspieler und Regisseur
- Halter, Bill (* 1960), US-amerikanischer Politiker
- Halter, Dan (* 1977), südafrikanischer Künstler
- Halter, Ernst (* 1938), Schweizer Schriftsteller
- Halter, Georg (1884–1952), deutscher Bauingenieur
- Halter, Hans (* 1938), deutscher Medizinjournalist
- Halter, Hans (1939–2024), schweizerischer römisch-katholischer Geistlicher, Theologe und Hochschullehrer
- Halter, Irving L., Jr. (* 1954), US-amerikanischer Offizier, Generalmajor der US Air Force
- Halter, Josef (1811–1872), österreichischer Politiker
- Halter, Jürg (* 1980), Schweizer Dichter und Rapper
- Halter, Klaus (1909–2002), deutscher Dermatologe
- Halter, Lucien (1911–1985), französischer Fußballspieler
- Halter, Marek (* 1936), polnisch-französischer Künstler und Autor
- Halter, Pierre Marie (* 1925), Schweizer Jurist und Divisionär der Schweizer Armee
- Halter, Roman (1927–2012), polnisch-britischer Architekt und Maler
- Halter, Rudolf (1860–1938), österreichischer Wasserbauingenieur und Hochschullehrer
- Halter, Urs Peter (* 1974), Schweizer Schauspieler
- Halter-Zollinger, Amalie (1892–1985), Schweizer Schriftstellerin
- Halterman, Frederick (1831–1907), US-amerikanischer Politiker
- Haltermann, Hans (1898–1981), deutscher Politiker, SS- und Polizeiführer
- Haltermann, Heinrich Wilhelm (1803–1871), Kaufmann und Senator der Hansestadt Lübeck
- Haltermann, Otto (1858–1894), deutscher Verwaltungsbeamter
- Haltern, Fritz (* 1898), deutscher Zahnarzt und SA-Führer

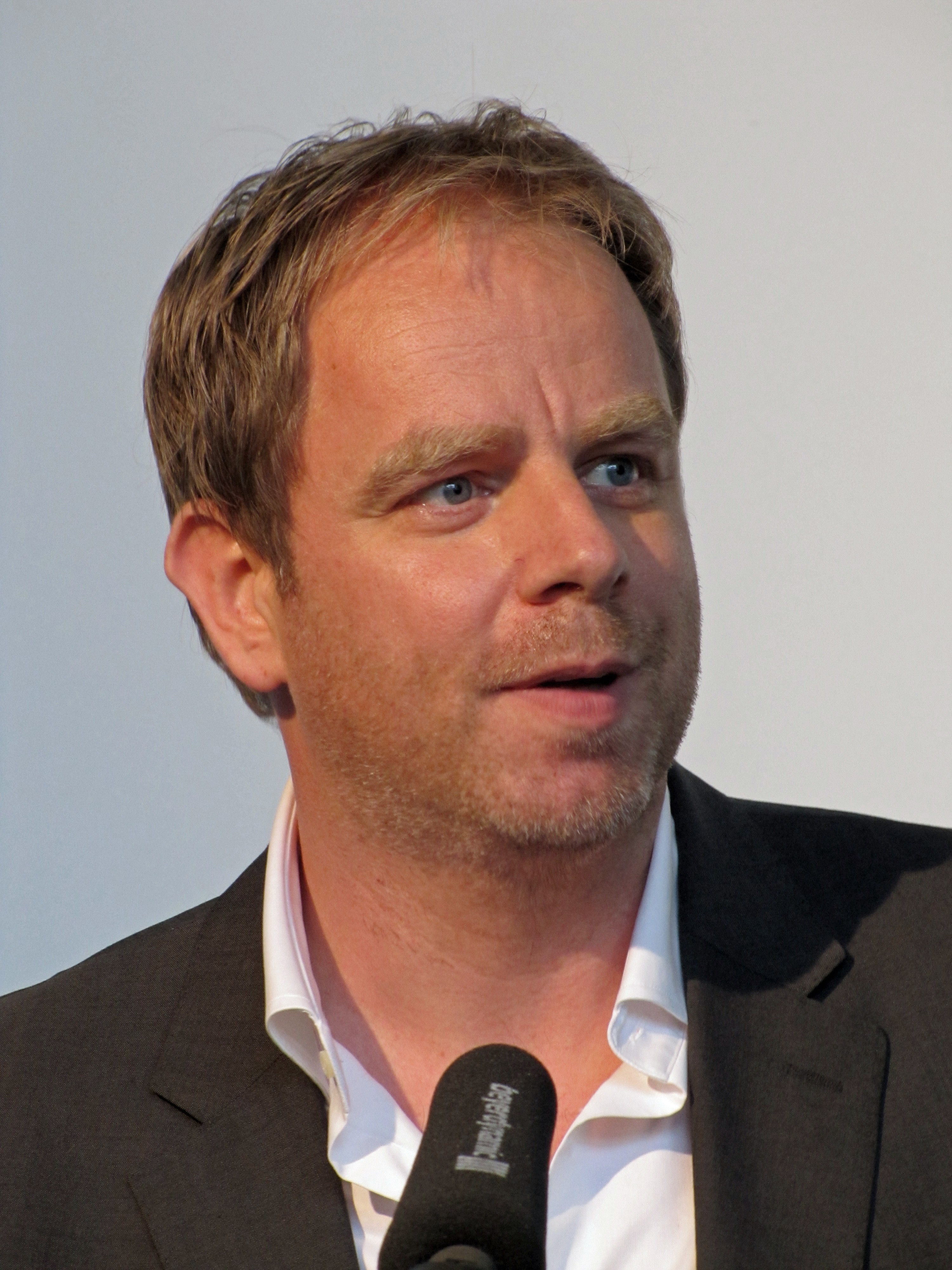
Ulrich Haltern (* 1967)

- Haltern, Ulrich (* 1967), deutscher JuristUlrich Haltern (* 1967)

### Halti
- Haltiner, Fred (1936–1973), Schweizer Schauspieler
- Haltiner, Johann Jakob (1728–1800), Schweizer Baumeister
- Haltiner, Karl W. (* 1946), Schweizer Soziologe mit Schwerpunkt Militärsoziologe
- Haltiwanger, John (* 1955), US-amerikanischer Wirtschaftswissenschaftler und Hochschullehrer

### Haltl
- Haltli, Frode (* 1975), norwegischer Musiker (Akkordeon, Komposition)

### Haltm
- Haltmayr, Petra (* 1975), deutsche Skirennläuferin
- Haltmayr, Veit, deutscher Architekt und Baumeister
- Haltmeier, Carl Johann Friedrich (1698–1735), deutscher Musiker, Königlich Großbritannisch und Kurfürstlich Hannoverscher Schlossorganist
- Haltmeier, Joachim Friedrich († 1720), deutscher Jurist und Kantor
- Haltmeyer, Georg (1803–1867), österreichischer Geowissenschaftler und Hochschuldirektor
- Haltmeyer, Hans Joachim (1614–1687), Schweizer Apotheker und Bürgermeister

### Halto
- Halton, Charles (1876–1959), US-amerikanischer Film- und Theaterschauspieler
- Halton, Leah (* 2001), australische Influencerin, Model und Make-Up-Artistin

### Haltr
- Haltrich, Josef (1822–1886), österreichisch-ungarischer Lehrer, Pfarrer und Volkskundler

### Haltv
- Haltvik, Katinka (* 1991), norwegische Handballspielerin und -trainerin
- Haltvik, Trine (* 1965), norwegische Handballspielerin und -trainerin

### Halty
- Halty, Juan (* 1989), chilenischer Fußballspieler